# Team Shosholoza
Team Shosholoza est un syndicat sud-africain participant à la Coupe de l'America. Son propriétaire est le capitaine Salvatore Sarno.

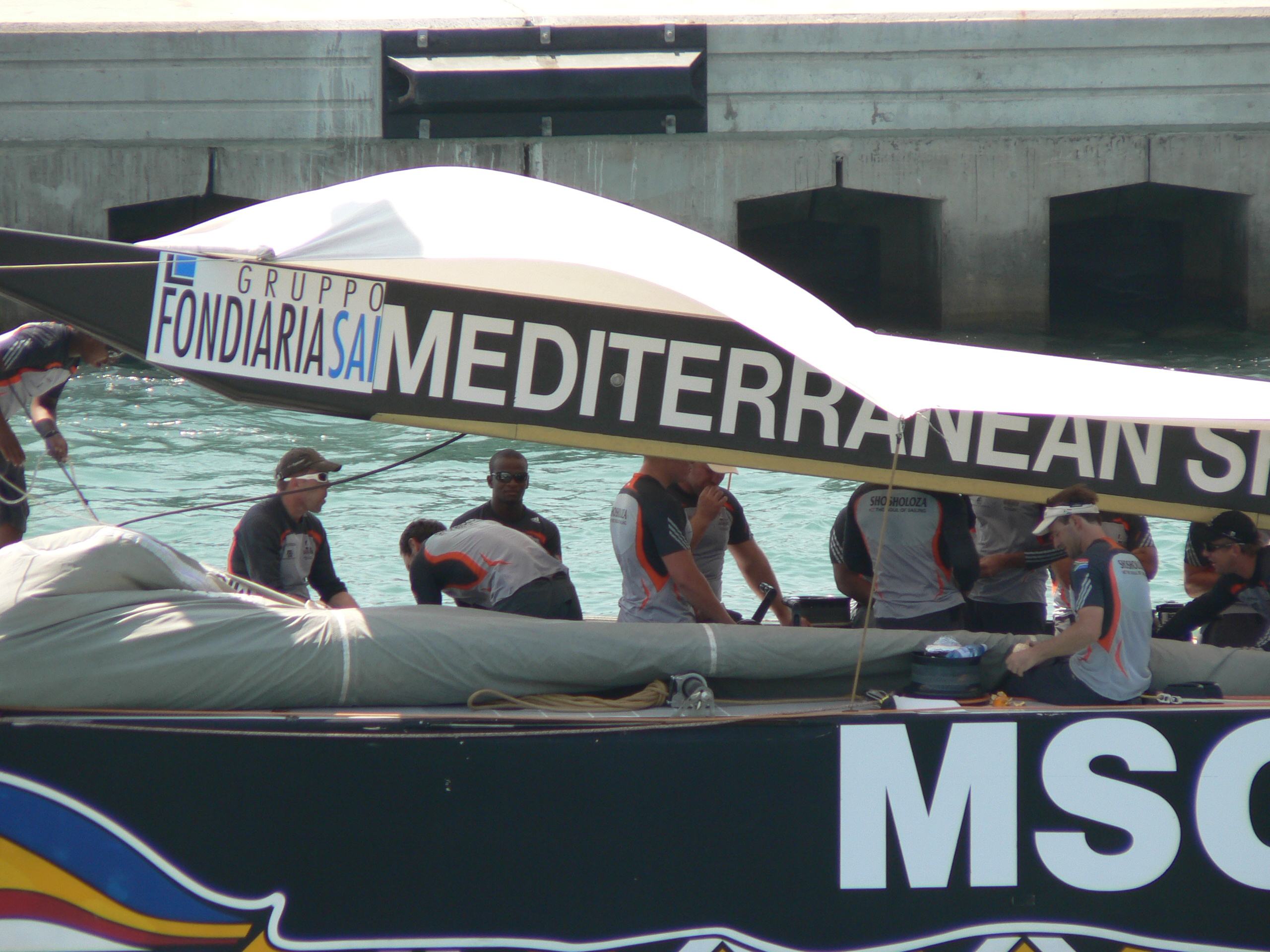
Shosholoza

Shosholoza est à l'origine une chanson traditionnelle sud-africaine.